# John-Forrest-Nationalpark
Der 27 km² große John-Forrest-Nationalpark befindet sich in Western Australia 24 km östlich von Perth und ist Teil des Hills Forest. Dieser Park war der erste Nationalpark in Western Australia und der zweite in Australien überhaupt nach der Gründung des Royal-Nationalparks. Der Park liegt südlich der Great Eastern Highway.

## Geschichte
Gegründet wurde der Park 1898 als Erholungsgebiet und zwei Jahre später Greenmount National Park benannt. Einige Jahre später erfolgte seine Umbenennung nach Sir John Forrest, dem ersten Premierminister des Bundesstaats Western Australia. Erreicht werden konnte der Park schon ab 1890 mit der Eisenbahn, der Eastern Railway. Diese Bahnlinie wurde 1966 verlegt und der alte Bahndamm verblieb einschließlich des Swan View Tunnel im Park. 

## Landschaft
Während der Großen Depression in den 1930er-Jahren wurden in unmittelbarer Nähe zum John-Forrest-Nationalpark Gebäude mit einer Taverne erstellt, die inzwischen teilweise restauriert sind. Die 1936 gebaute National Park Railway Station und der Swan View Tunnel werden ebenso häufig wie die Wasserfälle National Park Falls und Hovea Falls im Park fotografiert. Für die Besucher gibt es Grillplätze, Toiletten, Wanderwege (John Forrest Heritage Trail, Glen Brook Walk Trail und Eage View Walk Trail) und Strecken für Pferde und Mountainbikes. An verschiedenen Stellen ragen Felsen aus dem Hartgestein Basalt aus dem Untergrund.
Im Park leben Beuteltiere, wie Känguru-Arten, Schwarzschwanz-Beutelmarder, Honigbeutler, Bilchbeutler, und Vögel, wie Honigfresser und Papageien-Arten. Ferner gibt es dort Echsen-Arten, wie den Goanna.

Zahlreiche Eukalyptusbäume und Sträucher sowie andere Pflanzen- und Pilz-Arten wachsen im Park.